# Szekszárd vasútállomás
Szekszárd vasútállomás egy Tolna vármegyei vasútállomás, amit a MÁV üzemeltet a vármegye székhelyén, Szekszárdon; a város legfontosabb személyforgalmi vasúti csatlakozási pontja.
A szekszárdi belváros keleti szélén helyezkedik el, közvetlenül 56-os főút Pollack Mihály utcai szakasza, illetve a városi autóbusz-állomás mellett.
Az állomás a Rockenbauer Pál Dél-dunántúli Kéktúra és az Alföldi Kéktúra egyik kezdő-, illetve végpontja.

## Áthaladó vasútvonalak
- Rétszilas–Bátaszék-vasútvonal (46)

## Megközelítése tömegközlekedéssel
1, 3, 4, 4B, 6, 7, 11, 12, 14, 16
A vasútállomás mellett található az autóbusz-állomás, így a vasútállomás valamennyi helyközi autóbuszjárattal is megközelíthető.

## Forgalom
| Járat                  | Útvonal | Gyakoriság                     |
| ---------------------- | --- | ------------------------------ |
| személyvonat           | Sárbogárd – Rétszilas – Cece – Vajta – Nagydorog – Tengelic – Fácánkert – Tolna-Mözs – Szekszárd-Palánk – Szekszárd – Őcsény – Decs – Bátaszék (– Alsónyék – Pörböly – Baja) | Napi 3 pár                     |
| személyvonat           | Tolna-Mözs → Szekszárd-Palánk → Szekszárd | Munkanapokon 1 Szekszárd felé  |
| személyvonat           | Tolna-Mözs → Szekszárd-Palánk → Szekszárd → Őcsény → Decs | Munkanapokon 1 Decs felé       |
| személyvonat           | Tolna-Mözs → Szekszárd-Palánk → Szekszárd → Őcsény → Decs → Bátaszék → Alsónyék → Pörböly → Baja                                                                             | Munkanapokon 1 Baja felé       |
| személyvonat           | Nagydorog → Tengelic → Fácánkert → Tolna-Mözs → Szekszárd-Palánk → Szekszárd                                                                                                 | Munkanapokon 1 Szekszárd felé  |
| személyvonat           | Szekszárd → Őcsény → Decs → Bátaszék | Munkanapokon 1 Baja felé       |
| személyvonat           | Bátaszék → Decs → Őcsény → Szekszárd → Szekszárd-Palánk → Tolna-Mözs | Munkanapokon 2 Tolna-Mözs felé |
| személyvonat           | Decs → Őcsény → Szekszárd → Szekszárd-Palánk → Tolna-Mözs → Fácánkert → Tengelic → Nagydorog                                                                                 | Munkanapokon 1 Nagydorog felé  |
| Gemenc InterRégió      | Székesfehérvár – Belsőbáránd – Sárbogárd – Cece – Vajta – Nagydorog – Tengelic – Fácánkert – Tolna-Mözs – Szekszárd – Őcsény – Decs – Bátaszék – Alsónyék – Pörböly – Baja   | 2 óránként                     |
| Sugovica expresszvonat | Baja → Bátaszék → Szekszárd → Budapest-Kelenföld → Budapest-Déli | Vasárnap 1 Budapest felé       |